# Jesús Aguirre
Jesús Aguirre y Ortiz de Zárate, duque consorte de Alba (Madrid, 9 de junio de 1934-ibidem, 11 de mayo de 2001), fue un editor literario, escritor, traductor y académico español. Su formación académica se desarrolló hasta ser ordenado sacerdote católico, y posteriormente ocupó los puestos de director literario de la editorial Taurus y director general de Música y Danza del Ministerio de Cultura (1977-1980). 
El 16 de marzo de 1978 contrajo matrimonio con Cayetana Fitz-James Stuart, XVIII duquesa de Alba y jefa de la Casa de Alba.
Desde 1986 ocupó el sillón "f" de la Real Academia Española.

## Biografía

### Primeros años y vida sacerdotal
Jesús Aguirre nació el 9 de junio de 1934 en Madrid, aunque pasó su infancia en Santander; hijo de padre desconocido [si bien en una reciente biografía este aparece referido como el general Prats y Souza] y de María del Carmen Aguirre Ortiz de Zárate, que lo tuvo como madre soltera. En la capital cántabra estudió bachillerato con los Hermanos de La Salle. Destacó por su brillantez como estudiante y obtuvo el Premio extraordinario en el examen de Estado en 1951.
Posteriormente inició la carrera sacerdotal, primero en el Seminario de Monte Corbán, en las afueras de Santander, para pasar, posteriormente, al más elitista de Comillas, graduándose en Filosofía, pero sin llegar a pertenecer en ningún momento a la Compañía de Jesús. Expulsado del seminario cántabro (junto con otros dos compañeros) por sus ideas y actitudes contestatarias, en 1956 marchó a Múnich para graduarse en Teología, y allí fue donde acabaría por ser ordenado sacerdote. En la universidad fue compañero del cardenal Ratzinger y alumno de Gottlieb Söhngen. También en esa ciudad tomó contacto con los supervivientes de la Escuela Crítica, y fue ponente en los primeros encuentros del Diálogo entre marxistas y cristianos. Consiguió el doctorado con una tesis doctoral summa cum laude sobre Guillermo de Occam.
En 1958, durante uno de sus viajes de vacaciones a España, ingresó en el Frente de Liberación Popular (Felipe), y, desde 1962, ejerció la acción pastoral en la capilla de la Ciudad Universitaria de Madrid. Después de abandonar el ministerio sacerdotal escribiría Sermones en España, que inicialmente fue prohibida por la dictadura franquista, pero que finalmente vería la luz en 1971, tras solo un año y medio de prohibición.

### Vida laica y matrimonio con la duquesa de Alba
Tras abandonar la vida sacerdotal en 1969, pasó a la dirección de la editorial Taurus, haciéndose amigo personal de Carlos Barral, Juan Benet, Juan García Hortelano, José Luis Aranguren, José María Castellet, Fernando Savater, Jaime Salinas, José María Gil Robles, Jorge Semprún, Luis de Pablo y Javier Pradera, entre otros. Aprovechando los conocimientos que adquirió en Múnich sobre la Escuela de Fráncfort y su posición de director en la editorial Taurus, introdujo en España muchas de las obras de Theodor Adorno, Max Horkheimer y Walter Benjamin, además de traducir y escribir el prólogo de Haschisch y los dos tomos de Iluminaciones; también descubrió a Fernando Savater y su obra Nihilismo y acción. Posteriormente el Consejo de Ministros lo nombró director general de Música del Ministerio de Cultura, cargo que desempeñó desde el 8 de septiembre de 1977 hasta su cese, el 25 de enero de 1980.
Conoció a Cayetana Fitz-James Stuart, XVIII duquesa de Alba, en la casa de los duques de Arión y a los cuatro meses, el 16 de marzo de 1978, contrajo matrimonio religioso con ella; la ceremonia fue oficiada por el provicario de la diócesis de Madrid, José María Martín Patino, en la capilla privada del Palacio de Liria. El padrino de la novia fue  Carlos Fitz-James Stuart y Martínez de Irujo, su hijo mayor, mientras que Carmen Aguirre y Ortiz de Zárate actuó como madrina de su hijo. Los testigos de Jesús Aguirre fueron Pío Cabanillas, Gonzalo Fernández de Córdova y Larios (IX duque de Arión), Sebastián Martín-Retortillo, Casilda de Silva y Fernández de Henestrosa (II condesa de Carbajal y XV marquesa de Santa Cruz entre otros títulos nobiliarios), Javier Pradera y la mujer de José Luis López Aranguren.
En 1981 fue elegido presidente del consejo de administración de Zoilo Ruiz-Mateos y consejero del Banco Atlántico, ambas pertenecientes al grupo empresarial Rumasa, cargos que desempeñó hasta que en 1986 fue elegido presidente de la Fundación Jiménez Díaz, puesto que abandonó cuando un grupo de trabajadores se manifestaron delante del Palacio de Liria.
En 1983 fue elegido miembro de la Real Academia de Bellas Artes de San Fernando y en 1986 pasó a ocupar el sillón f de la Real Academia Española (vacante desde el fallecimiento de Manuel de Terán Álvarez en 1984), donde leyó El conde de Aranda y la reforma de espectáculos en el siglo XVIII, una aproximación a la figura de Pedro Pablo Abarca de Bolea. También fue elegido comisario de la Exposición Universal de 1992, celebrada en Sevilla; además, desde diciembre de 1985 era miembro de la Real Academia Sevillana de Buenas Letras.
En definitiva, aparte de su notoriedad como duque consorte, a lo largo de su polifacética trayectoria vital, Jesús Aguirre desempeñó una importante función como comunicador e intelectual a través de su tarea como sacerdote, traductor, editor, aristócrata y escritor. Entre sus aportaciones, cabe destacar el impacto de sus actividades durante el franquismo, en particular la de haber alentado un diálogo informado entre cristianos y marxistas, así como también la introducción y promoción de corrientes de pensamiento progresistas europeas, puesto que todo ello contribuyó a modelar las coordenadas intelectuales que marcaron el proceso de la Transición.

### Enfermedad, fallecimiento y funeral

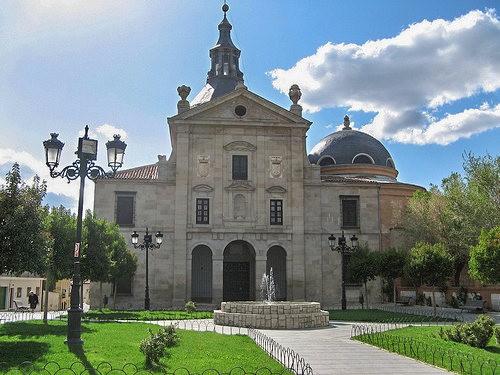
Monasterio de la Inmaculada Concepción en Loeches, donde Jesús Aguirre está enterrado.

El 12 de enero de 2001 ingresó en la Clínica de la Luz (Madrid), debido a un cáncer de laringe localizado, y el 11 de mayo, a las 17.15 horas, falleció por una embolia pulmonar en el Palacio de Liria. Su capilla ardiente se celebró en el mismo palacio y fue enterrado en el panteón familiar que la Casa de Alba posee en el Monasterio de la Inmaculada Concepción (Loeches, Comunidad de Madrid).
A la ceremonia asistieron, además de la familia, Fernando Almansa (jefe de la Casa del Rey), José María Álvarez del Manzano (alcalde de Madrid), Alfredo Sánchez Monteseirín (alcalde de Sevilla), Luis Alberto de Cuenca (secretario de Estado de Cultura), Iñigo Cavero (presidente del Consejo de Estado), Víctor García de la Concha (director de la Real Academia Española), Luis María Ansón (académico y periodista), Jesús de Polanco (presidente del Grupo Prisa), y  los periodistas Antonio Burgos y Jaime Peñafiel. La celebración del funeral fue oficiada por el párroco del pueblo.

## En la cultura popular
El 26 de enero de 2011, Manuel Vicent publicó un libro sobre la vida de Jesús Aguirre, llamado Aguirre, el magnífico (2011, Alfaguara); Cayetana de Alba calificó este libro como "esperpento literario", ya que Vicent llegó a escribir que Aguirre era homosexual. En abril de 2011, Telecinco emitió la segunda parte del telefilm La duquesa; el papel de Jesús Aguirre fue interpretado por Carlos Hipólito. La duquesa se mostró molesta por la visión que se mostró de Jesús Aguirre, de ella y de sus hijos.

## Reconocimientos y distinciones
Jesús Aguirre recibió los siguientes reconocimientos:
- Gran Cruz de la Orden Civil de Alfonso X el Sabio.[28]
- Gran Cruz del Mérito Civil Alemán.
- Primera Medalla de Oro Manuel de Falla.
- Alcalde honorario de San Antonio (estado de Texas, Estados Unidos).
- Caballero hospitalario de San Juan.
- Gran Cruz del Mérito Humanitario
- Presidente de la Asociación Nacional de Hemerotecas.
- Vicepatrono del Real Patronato Hispano-Británico de los Colegios del Mundo Unido.
- Miembro del Instituto Internacional para la investigación Prehistórica (Chicago, Estados Unidos).
- Miembro de la Asociación Europea de Cultura (Venecia, Italia).

## Selección de obras publicadas
- Sermones en España (1971, Cuadernos para el Diálogo).[10][20]
- Casi ayer noche (1985, Ediciones Turner), recopilación de artículos y reportajes aparecidos en diarios y revistas entre 1967 y 1984.[9][20]
- Altas oportunidades (1987), Taurus)[20]
- Memorias del cumplimiento (1988), Alianza Editorial)[20]
- Las horas situadas (1989, Ediciones Turner)[20]
- Crónica en la comisaría (1992, Plaza & Janés)[20]

## Obras publicadas sobre Jesús Aguirre
- Caballero Rodríguez, Beatriz. 2013. Against Instrumental Reason: Neo-Marxism and Spirituality in the Thought of J.L.L. Aranguren and J. Aguirre. Anagnórisis.
- Caballero Rodríguez, Beatriz. 2018. ‘Semblanza de Jesús Aguirre’, in Editores y Editoriales Iberoamericanos (siglos XIX-XXI) - EDI-RED, Alicante: Biblioteca Virtual Miguel de Cervantes.
- Vicent, Manuel. 2011. Aguirre, el magnífico. Madrid: Alfaguara.
- Morán, Gregorio. 2014. El cura y los mandarines. Historia no oficial del Bosque de los Letrados. AKAL.